# Bataille de Chaul
Guerre navale entre les Portugais et les Mamelouks (en)
La bataille de Chaul fut une bataille navale entre le Portugal et une flotte du sultanat mamelouk d'Égypte qui eut lieu en 1508 dans la baie de Chaul en Inde. La bataille se solda par une victoire des Mamelouks. Elle suivit le siège de Cannanore, pendant lequel une garnison portugaise parvint à résister à une attaque par des dirigeants du sud de l'Inde. Ce fut la première défaite en mer du Portugal dans l'Océan Indien.

## Contexte
Auparavant, les Portugais avaient été surtout présents à Kozhikode (Calicut), mais la région de Gujarat, plus au nord, était encore plus importante pour le commerce, en tant qu'intermédiaire essentielle dans le commerce est-ouest : les Gujaratis importaient des épices des Moluques tout comme de la soie de Chine, pour les revendre aux Égyptiens et aux Arabes.
Les interventions des Portugais, à tendance monopolistique, causaient cependant une perturbation sérieuse dans le commerce de l'Océan Indien, menaçant à la fois les intérêts arabes et vénitiens, car les Portugais avaient désormais la possibilité de concurrencer les Vénitiens dans le commerce des épices en Europe. Venise mit fin à ses relations diplomatiques avec le Portugal et se mit à réfléchir aux moyens de contrer l'intervention portugaise dans l'Océan Indien, envoyant un ambassadeur à la cour égyptienne. Le souverain de Calicut, le Zamorin, avait également envoyé un ambassadeur réclamant de l'aide face aux Portugais.
Comme les Mamelouks n'étaient pas une puissance maritime, du bois de construction dut être importé des bords de la mer Noire afin de construire les navires ; environ la moitié de ce bois fut interceptée par les Hospitaliers de Saint Jean à Rhodes, si bien que seule une fraction de la flotte prévue put être assemblée à Suez. Le bois de construction fut ensuite transporté par voie de terre, à dos de chameau, et assemblé à Suez sous la supervision d'ouvriers de chantier naval vénitiens.

## Préparations
La flotte mamelouke prit finalement la mer en février 1507 sous le commandement d'Amir Husain Al-Kurdi, afin de contrer l'expansion des Portugais dans l'Océan Indien, et arriva dans le port indien de Diu en 1508, après avoir pris du retard pour soumettre la ville de Djeddah. La flotte consistait en six caraques et six grandes galères appelés galéasses. Il y avait 1500 combattants à bord, ainsi que l'ambassadeur du Zamorin (le dirigeant de Calicut), Mayimama Mārakkār.
La flotte devait rejoindre Malik Ayyaz, un ancien esclave russe, qui était au service du sultan Mahmud Begada du sultanat du Gujarat, commandant sur mer et maître de Diu. La flotte avait aussi prévu de se joindre au Zamorin de Calicut, puis de piller et de détruire toutes les possessions portugaises sur la côte indienne, mais le Zamorin, qui s'attendait à ce que la flotte mamelouke arrive en 1507, était déjà parti .

## La bataille
Les Portugais, menés par Lourenço de Almeida, fils du vice-roi Francisco de Almeida, étaient en infériorité numérique, n'ayant qu'une force légère qui mouillait dans la baie toute proche de Chaul. Le reste de la flotte avait pris la mer en direction du nord, pour protéger les transports de marchandises et combattre (disaient-ils) la piraterie.
Les Mamelouks entrèrent dans le port de Chaul et se battirent pendant deux jours avec les Portugais incapables d'embarquer dans leurs navires, sans que la bataille trouve de conclusion. Finalement, Malik Ayyaz arriva au port avec ses propres galères. Les Portugais durent battre en retraite et le navire d'Almeida fut coulé à l'entrée de la baie de Chaul. Almeida, toujours à bord, y perdit la vie.
Amir Husain retourna au port de Diu, mais abandonna ensuite toute initiative pour s'avancer plus loin sur la côte indienne. Ses navires furent laissés à l'abandon et ses équipages se dispersèrent.

## Conséquences
Les Portugais revinrent ensuite attaquer la flotte dans la baie de Diu, ce qui donna lieu à une victoire décisive lors de la bataille de Diu (1509).
Ces événements sont suivis d'une nouvelle intervention ottomane en 1538, avec la seconde bataille de Diu.